# Sven Alfons
Sven Alfons (5. september 1918 i Lund – 16. september 1996) var en svensk digter, kunstner, kunsthistoriker og kunstkritiker.

## Priser
- Bellmanpriset, 1965
- Gerard Bonniers pris, 1990